# رئیس نامحسوس
رئیس نامحسوس (انگلیسی: Undercover Boss) یک مجموعه تلویزیونی واقعیت است که توسط استیون لمبرت ساخته شده و در بسیاری از کشورها تولید شده‌است. در سال ۲۰۰۹ در کانال ۴ بریتانیا آغاز شد. فرمت این نمایش شامل تجربیات مدیران ارشدی است که به‌طور مخفیانه در شرکت‌های خود کار می‌کنند تا بررسی کنند که چگونه شرکت‌هایشان واقعاً کار می‌کنند و تشخیص دهند که چگونه می‌توان آن‌ها را بهبود بخشید، و همچنین به کارکنان سخت‌کوش پاداش داد.
هر قسمت دارای یک مدیر عالی‌رتبه یا صاحب یک شرکت است که به عنوان یک کارمند سطح پایین در شرکت خود مخفیانه می‌شود. مدیران ظاهر خود را تغییر می‌دهند و نام مستعار و داستانی تخیلی در نظر می‌گیرند. توضیح ساختگی ارائه شده برای گروه دوربین همراه این است که مدیران به عنوان بخشی از یک مستند در مورد کارگران سطح اول در یک صنعت خاص، یا رقابت با فرد دیگری با برنده شدن شغل در شرکت فیلمبرداری می‌شوند. آنها تقریباً یک تا دو هفته را مخفیانه می‌گذرانند (یک هفته در برخی نسخه‌ها معمول است، مانند نسخه ایالات متحده، و دو هفته در برخی نسخه‌های دیگر، مانند نسخه استرالیا)، در زمینه‌های مختلف فعالیت شرکت خود، با موارد مختلف کار می‌کنند. قطعات و در بیشتر موارد هر روز یک مکان متفاوت. آن‌ها در معرض یک سری مشکلات با نتایج سرگرم‌کننده قرار می‌گیرند و همیشه زمانی را صرف آشنایی با افرادی می‌کنند که در شرکت کار می‌کنند و در مورد چالش‌های حرفه‌ای و شخصی آن‌ها یادمی‌گیرند.
در پایان زمان مخفیانه خود، مدیران به هویت واقعی خود بازمی‌گردند و از کارکنانی که به صورت جداگانه با آنها کار می‌کردند می‌خواهند به یک مکان مرکزی - اغلب دفتر مرکزی شرکت - سفر کنند. روسا هویت خود را آشکار می‌کنند و به کارکنان سخت کوش از طریق ارتقاء یا پاداش مالی پاداش می‌دهند. در حالی که به سایر کارکنان آموزش داده می‌شود، شرایط کاری بهتر، یا در موارد شدید، خاتمه می‌دهند.